# Otitoma kecil
Otitoma kecil is een slakkensoort uit de familie van de Pseudomelatomidae. De wetenschappelijke naam van de soort is voor het eerst geldig gepubliceerd in 1997 door Sysoev.